# Сан Ђовани Ђемини
Сан Ђовани Ђемини (итал. San Giovanni Gemini) је насеље у Италији у округу Агриђенто, региону Сицилија.
Према процени из 2011. у насељу је живело 7774 становника. Насеље се налази на надморској висини од 702 м.

## Становништво
Према резултатима пописа становништва 2011. у општини је живело 8.127 становника.
| 1931. | 1936. | 1951. | 1961. | 1971. | 1981. | 1991. | 2001. | 2011. |
| ----- | ----- | ----- | ----- | ----- | ----- | ----- | ----- | ----- |
| 5.025 | 5.239 | 6.377 | 7.752 | 7.777 | 8.197 | 8.420 | 8.169 | 8.127 |